# Lefebvrea longipedicellata
Lefebvrea longipedicellata är en flockblommig växtart som beskrevs av Adolf Engler. Lefebvrea longipedicellata ingår i släktet Lefebvrea och familjen flockblommiga växter. Inga underarter finns listade i Catalogue of Life.